# Евтропия (дъщеря на Констанций I)
Вижте пояснителната страница за други личности с името Евтропия.
Евтропия (на латински: Eutropia; † 350/351) e императрица от Константиновата династия.

## Биография
Тя е дъщеря на император Констанций I Хлор и втората му съпруга Флавия Максимиана Теодора, която е доведена дъщеря на император Максимиан и родна дъщеря на Евтропия и Афраний Ханибалиан (преториански префект 286 г. и консул през 292 г.). Сестра е на Юлий Констанций, Флавий Далмаций, Флавий Ханибалиан, Флавия Юлия Констанция и Анастасия. Евтропия е полусестра на император Константин Велики. Баща ѝ умира на 25 юли 306 г.
За Евтропия няма много сведения. Тя се омъжва за Вирий Непоциан (консул през 336 г.), син на Вирий Непоциан (консул 301 г.). Майка е на Непоциан (Флавий Юлий Попилий Непоциан Констанций), който се провъзглася за император на 2 юни 350 г. в Рим против узурпатор Магненций. След като синът ѝ умира в борбата против Магненций на 30 юни 350 г., Евтропия също е екзекутирана по заповед на Магненций от magister officiorum Марцелин.